# 内格罗河省 (乌拉圭)
内格罗河省，或译为黑河省，為南美洲國家烏拉圭省份，位於该国西部，省会為弗賴本托斯。

## 地理
内格罗河省西临乌拉圭河、南临內格羅河，自然资源丰富。